# AFF Cup 2008
L'AFF Cup 2008, nota come AFF Suzuki Cup per motivi di sponsorizzazione, fu la settima edizione di questo torneo, la prima con la denominazione AFF Cup e la prima sponsorizzata da Suzuki. La fase a gironi fu ospitata dall'Indonesia e dalla Thailandia e vi presero parte le nazionali del Sud-est asiatico qualificate.

## Partecipanti

### Qualificate automaticamente
- Indonesia
- Malaysia
- Birmania
- Singapore
- Thailandia
- Vietnam

### Dal torneo di qualificazione
- Laos
- Cambogia

## Primo turno

### Gruppo A
| Data            | Luogo    | Squadra 1 | Risultato | Squadra 2 |
| --------------- | -------- | --------- | --------- | --------- |
| 5 dicembre 2008 | Giacarta | Singapore | 5 - 0     | Cambogia  |
| 5 dicembre 2008 | Giacarta | Indonesia | 3 - 0     | Birmania  |
| 7 dicembre 2008 | Giacarta | Singapore | 3 - 1     | Birmania  |
| 7 dicembre 2008 | Giacarta | Cambogia  | 0 - 4     | Indonesia |
| 9 dicembre 2008 | Bandung  | Birmania  | 3 - 2     | Cambogia  |
| 9 dicembre 2008 | Giacarta | Indonesia | 0 - 2     | Singapore |

| squadra   | P.ti | G | V | N | P | GF | GS | DR  |
| --------- | ---- | - | - | - | - | -- | -- | --- |
| Singapore | 9    | 3 | 3 | 0 | 0 | 10 | 1  | +9  |
| Indonesia | 6    | 3 | 2 | 0 | 1 | 7  | 2  | +5  |
| Birmania  | 3    | 3 | 1 | 0 | 2 | 4  | 8  | -4  |
| Cambogia  | 0    | 3 | 0 | 0 | 3 | 2  | 12 | -10 |

### Gruppo B
| Data             | Luogo  | Squadra 1  | Risultato | Squadra 2  |
| ---------------- | ------ | ---------- | --------- | ---------- |
| 6 dicembre 2008  | Phuket | Malaysia   | 3 - 0     | Laos       |
| 6 dicembre 2008  | Phuket | Thailandia | 2 - 0     | Vietnam    |
| 8 dicembre 2008  | Phuket | Malaysia   | 2 - 3     | Vietnam    |
| 8 dicembre 2008  | Phuket | Laos       | 0 - 6     | Thailandia |
| 10 dicembre 2008 | Phuket | Thailandia | 3 - 0     | Malaysia   |
| 10 dicembre 2008 | Phuket | Vietnam    | 4 - 0     | Laos       |

| squadra    | P.ti | G | V | N | P | GF | GS | DR  |
| ---------- | ---- | - | - | - | - | -- | -- | --- |
| Thailandia | 9    | 3 | 3 | 0 | 0 | 11 | 0  | +11 |
| Vietnam    | 6    | 3 | 2 | 0 | 1 | 7  | 4  | +3  |
| Malaysia   | 3    | 3 | 1 | 0 | 2 | 5  | 6  | -1  |
| Laos       | 0    | 3 | 0 | 0 | 3 | 0  | 13 | -13 |

## Scontri a eliminazione diretta

### Semifinali

#### Andata
| Arbitro: | Vo Minh Tri |

|  |           |                    |
|  | Marcatori | 6’ Teerasil Dangda |

| Hanoi 17 dicembre 2008, ore 19:00 | Vietnam               | 0 – 0 | Singapore | My Dinh National Stadium (40.000 spett.)\| Arbitro: \| Ramachandran Krishnan \| |
| Arbitro:                          | Ramachandran Krishnan |       |           |                                                                                 |

#### Ritorno
| Arbitro: | Mohamed Hadimin |

|                                              |           |                 |
| Teeratep Winothai 73’ Ronnachai Rangsiyo 89’ | Marcatori | 9’ Nova Arianto |

| Arbitro: | Subkhiddin Mohd Salleh |

|  |           |                      |
|  | Marcatori | 74’ Nguyễn Quang Hải |

### Finale

#### Andata
| Arbitro: | Ramachandran Krishnan |

|                        |           |                                      |
| Ronnachai Rangsiyo 75’ | Marcatori | 40’ Nguyễn Vũ Phong 42’ Lê Công Vinh |

#### Ritorno
| Arbitro: | Abdul Malik |

|                    |           |                     |
| Lê Công Vinh 90+3’ | Marcatori | 21’ Teerasil Dangda |

## Classifica marcatori
4 gol
- Budi Sudarsono
- Agu Casmir
- Teerasil Dangda

3 gol
- Indra Putra Mahayuddin
- Ronnachai Rangsiyo
- Nguyễn Vũ Phong

2 gol
- Bambang Pamungkas
- Mohd Safee Mohd Sali
- Myo Min Tun
- Noh Alam Shah
- Anon Sangsanoi
- Arthit Sunthornpit
- Sutee Suksomkit
- Lê Công Vinh
- Phạm Thành Lương

1 gol
- Khim Borey
- Kouch Sokumpheak
- Firman Utina
- Nova Arianto
- Moe Win
- Yazar Win Thein
- Indra Sahdan Daud
- Mustafic Fahrudin
- Baihakki Khaizan
- Shi Jiayi
- Suchao Nutnum
- Patiparn Phetphun
- Teerathep Winothai
- Nguyễn Việt Thắng
- Huỳnh Quang Thanh
- Phan Thanh Bình
- Nguyễn Quang Hải